# Palazzo degli Esami

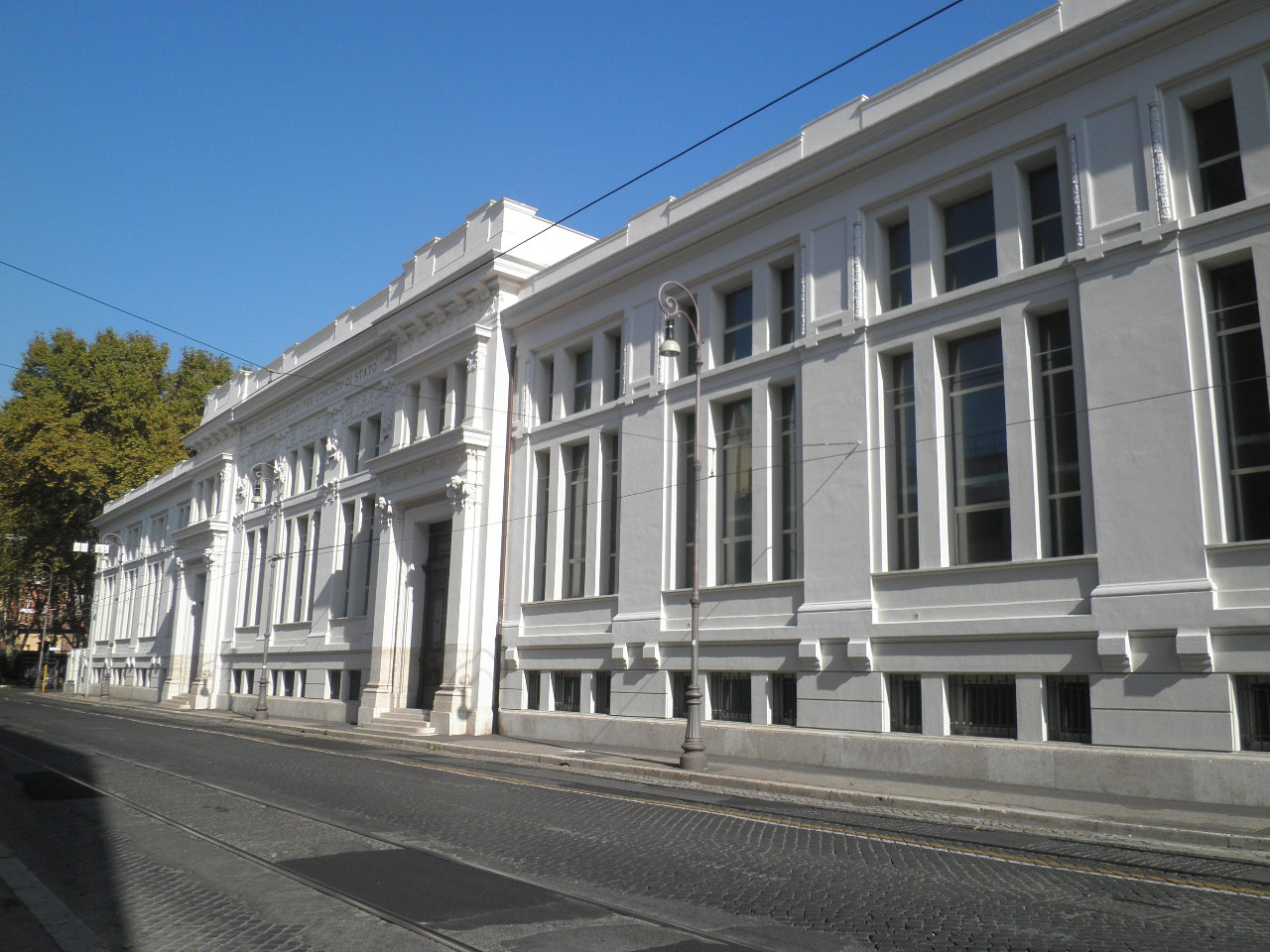
Vista do palácio.

Palazzo degli Esami é um palácio racionalista localizado no número 4 da Via Girolamo Induno, no rione Trastevere em Roma. Ocupando um quarteirão inteiro, o palácio é delimitado ainda pela Viale di Trastevere, Via Carlo Tavolacci e Via Jacopa dei Settesoli.

## História
O palácio foi construído em 1912 pelo estado italiano com base num projeto do Ufficio Speciale del Genio Civile e sob o comando do engenheiro Edmondo Del Bufalo. Até dezembro de 2013, foi utilizado para a realização de concursos e exames públicos para admissão de funcionários, professores, jornalistas e outros profissionais. Desde então, foi cedido a um fundo imobiliário gerido pela CDP Investimenti no escopo de um processo de privatização. Atualmente é usado para exposições temporárias. Segundo o edital de venda, tem uma área de 11 833 m², 2 969 m² dos quais correspondem ao porão e o terraço.
O edifício em si se apresenta em quatro pisos além do térreo, incluindo um no subsolo. 